# Xavier van Elewyck

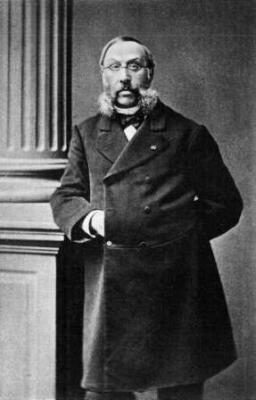
Xavier van Elewyck

Xavier Victor Fidèle Van Elewyck (Elsene, 24 april 1825 – Tienen, 28 april 1888) was een Belgisch componist, dirigent, muziekpedagoog en musicoloog.

## Levensloop
Xavier van Elewyck was een zoon van Joseph van Elewyck, advocaat en burgemeester van Elsene, en van Marie-Josèphe Huygens en trouwde in Leuven in 1849 met Anne-Philippine De Busscher (1831-1906), dochter van Philippe de Busscher, schepen van Leuven. Het echtpaar had acht kinderen, zes dochters en twee zoons.
In 1849 promoveerde van Elewyck aan de Katholieke Universiteit Leuven tot doctor in de politieke en sociale wetenschappen. Hij werd vooral bekend als componist. In 1883 werd hij corresponderend lid van de Académie royale de Belgique. Hij werd ook lid van de Romeinse academies 'des Quirites' en Sint-Cecilia, van de koninklijke academie van Firenze en van de vereniging van componisten in Frankrijk.
Van Elewyck werd in 1857 in de Belgische erfelijke adel opgenomen en kreeg de titel ridder, overdraagbaar op alle mannelijke afstammelingen. Voorts was hij officier in de Leopoldsorde.

## Musicus
Van Elewyck was zeven toen hij voor het eerst optrad als pianist in een concert van de Société d'Harmonie van Elsene. Hij studeerde piano, viool, harmonie en compositie bij diverse professoren. In Leuven gevestigd, nam hij actief deel aan het muziekleven. Hij stichtte en leidde het mannenkoor Sainte-Cécile en leidde het koor in de collegiale Sint-Pieterskerk, dat uitgroeide tot een bezetting van tachtig leden. Hij was ook kapelmeester in de Sint-Michielskerk en in Heverlee.
Bij zijn woning bouwde hij een concertzaal met driehonderd plaatsen. Bekende musici zoals Jacques-Nicolas Lemmens, Camille Saint-Saëns, Jules Massenet, Alphonse Mailly en Charles Gounod dirigeerden er.
In 1860 vertegenwoordigde hij de Belgische bisdommen op een congres voor religieuze muziek in Parijs en hekelde er de tendens om orkesten uit de liturgie te weren. In 1863–64 was hij mede-organisator en secretaris van de religieuze congressen in Mechelen.
Hij vond in 1886 een enregistreur musical uit, een toestel dat de bewegingen van toetsen in een klavier vastlegde, wat destijds grote indruk maakte.

## Componist
Het oeuvre van Xavier van Elewyck behelst circa veertig opusnummers en een aantal ongenummerde composities.
- Album musical opus 3 à 8, voor zang en piano, 1844
- Violetje ("Violetjen bij der hage, Lieflik te geuren stond"), opus 17, een ballade Flamande op tekst van Johan Michiel Dautzenberg, opgedragen "A son altesse royale monseigneur Le duc régnant de Saxe-Coburg-Gotha"; hij schreef het in de hoedanigheid van erelid van de Männersang Verein van Keulen[3]
- Le tournoi, opus 19
- Ave Verum, met groot orkest
- Ave Stella Maris
- Lof voor groot orkest
- Chanson d’une petite fille (Lorsque je veux être jolie), opus 47, uitgegeven door Breitkopf und Härtel, circa 1886

Werken in handschrift berusten in het Universiteitsarchief van de KU Leuven en het Rijksarchief Brugge.

## Publicaties
- Discours sur la musique religieuse en Belgique, 1861
- Mathias van den Gheyn, le plus grand organiste et carillonneur belge du XVIIIe siècle, 1862 (over Mathias van den Gheyn)
- Anciens clavecinistes flamands, 2 delen, Brussel, 1877 (over Vlaamse klavecimbel-spelers)-spelers)

## Voetnoten
1. ↑  De jongste zoon, Théodore van Elewyck (1866-1952), werd procureur-generaal bij het hof van beroep in Gent. Hij trouwde in Poperinge met Jeanne de Ghelcke (1873-1899) en in 1900 in Antwerpen met Marie-Pauline Van den Bosch (1868-1953). Ze hadden drie dochters, van wie de laatste overleed in 1994, waarmee deze familie uitdoofde. De andere zoon bleef ongehuwd en overleed in 1941.
2. ↑  Van Elewyck, Xavier | Studiecentrum Vlaamse Muziek. www.svm.be. Geraadpleegd op 26 februari 2023.
3. ↑  Violetje op IMSLP

- Bibliothèque nationale de France: cb12917185c (data)
- Gemeinsame Normdatei: 1138849677
- International Standard Name Identifier: 0000 0000 6126 3606
- Library of Congress Control Number: no2003105996
- MusicBrainz: 08ec5a0f-1212-4b1c-ac82-a2c45012a32b
- Nederlandse Thesaurus van Auteursnamen: 166517240
- Réseau des bibliothèques de Suisse occidentale: 02-A011634010
- Système universitaire de documentation: 165660368
- Virtual International Authority File: 140544
- WorldCat: E39PBJwhvKv3Q87hQDkCvYPxXd